# لوكهيد أيكوير
لوكهيد أيكوير (Lockheed Aequare) كانت طائرة بدون طيار صممتها شركة لوكهيد لصواريخ الفضاء لصالح القوات الجوية الأمريكية. كان المقصود إطلاقها من عن طائرات طراز أف-4 فانتوم الثانية المقاتلة القاذفة، وكانت تحمل اجهزة استشعار عن بعد تعمل عن طريق الليزر. لم تدخل الخدمة التشغيلية.

## المواصفات
البيانات من Parsch 2004<ref name='DS'>
الخصائص العامة
- طاقم: None
- طول: 7 قدم 5 بوصة (2.26 م)
- باع الجناح: 7 قدم 6 بوصة (2.29 م)
- الوزن الإجمالي: 140 رطل (64 كـغ)
- محركات: 1 × McCulloch MC-101 محرك شوطين محرك ذو أسطوانة واحدة, 12.5 حصان (9.3 كـو)

أداء
- السرعة القصوى: 115 ميل/س (185 كم/س؛ 100 عقدة)
- مدى: 200 ميل (174 nmi؛ 322 كـم)